# Авезова Мастура
Мастура (Бі Мастурі) Авезова (1905, кишлак Унчі Ходжентського повіту Самаркандської області, тепер Согдійської області, Таджикистан — 24 березня 1978, кишлак Унчі Ленінабадської області, тепер Согдійської області, Таджикистан) — радянська таджицька діячка, голова Ленінабадського облвиконкому, голова Ленінабадської міської ради Таджицької РСР. Депутат Верховної ради Таджицької РСР 2—5-го скликань. Депутат Верховної Ради СРСР 1-го скликання. 

## Біографія
Народилася в селянській родині. У 1926 році вступила до школи ліквідації неписьменності, потім у вечірню школу та до технікуму шовківництва, де здобула в 1929 році спеціальність мотального майстра.
З 1929 по 1930 рік працювала робітницею Ферганської текстильної фабрики Узбецької РСР.
Член ВКП(б) з 1930 року.
З 1930 року брала участь у будівництві Ходжентського шовкового комбінату, працювала майстром, в 1934—1936 роках — головою фабричного комітету профспілки.
З березня 1936 року — голова Ленінабадської міської ради Таджицької РСР.
У 1938 — жовтні 1939 року — голова виконавчого комітету Ленінабадської окружної ради Таджицької РСР.
У жовтні 1939 — 1945 року — голова виконавчого комітету Ленінабадської обласної ради депутатів трудящих Таджицької РСР.
З 1945 року — голова виконавчого комітету Ленінабадської районної ради депутатів трудящих Ленінабадської області Таджицької РСР; начальник Ленінабадського обласного відділу шовківництва.
З 1960 року — персональна пенсіонерка.
Померла 24 березня 1978 року в кишлаку Унчі Ленінабадської області.

## Нагороди
- орден Вітчизняної війни ІІ ст.
- два ордени Трудового Червоного Прапора (17.10.1939,)
- п'ять орденів «Знак Пошани» (28.04.1940, 4.01.1944, 23.10.1954,)
- медалі